# Radix lagotis
Radix lagotis is een slakkensoort uit de familie van de poelslakken (Lymnaeidae). De wetenschappelijke naam van de soort is voor het eerst geldig gepubliceerd in 1803 door Schrank.
Radix:
ampla · 
auricularia · 
lagotis · 
ovata · 
peregra

Stagnicola:
corvus · 
fuscus · 
occultus · 
palustris · 
turricula

Overig:
Galba truncatula · 
Lymnaea stagnalis · 
Myxas glutinosa · 
Omniscola glabra · 
Pseudosuccinea columella